# 梅春
梅春（？—1645年（弘光元年）），大明南直隶应天府人，世袭孝陵卫指挥（使），汝南侯梅思祖之后。南明弘光元年，豫亲王多铎所率清兵南下攻入南京时，梅春率部起兵抵抗。孝陵卫全军覆没，梅春亦战死。